# ران بارنز (بازیکن فوتبال)
ران بارنز (انگلیسی: Ron Barnes; ۲۱ فوریهٔ ۱۹۳۶ – ۷ دسامبر ۱۹۹۱) بازیکن فوتبال اهل بریتانیا بود.
از باشگاه‌هایی که در آن بازی کرده‌است می‌توان به باشگاه فوتبال پیتربورو یونایتد، باشگاه فوتبال تورکی یونایتد، باشگاه فوتبال بلکپول، باشگاه فوتبال روچدیل، باشگاه فوتبال نوریچ سیتی، و باشگاه فوتبال ورکسام اشاره کرد.